# Noche Buena
A Noche Buena mexikói sört a Cervecería Cuauhtémoc Moctezuma gyártja. Nevének szó szerinti jelentése „jó éjszaka”, de valójában a „Szenteste” jelentésű, szóköz nélkül írt Nochebuena szóból származik, és arra utal, hogy korábban ezt a sört kizárólag karácsonyra gyártották és forgalmazták, és ma is októbertől a téli hónapokig kapható. Ez az ország első Bock típusú söre. Az 5,9% alkoholtartalmú, alsó erjesztésű ital íze édeskés, erőteljes malátaaromájú, gyengén komlózott. Egész Mexikóban fogyasztják, de nagyobb mennyiségben a magasabban fekvő, hidegebb telű középső országrészben.

## Története
Ezt a sört 1924-ben kezdték gyártani az orizabai sörgyár német alapítói, először kis mennyiségben és csak saját maguk számára. Egy ideig csak saját nosztalgikus találkozóikon itták, majd ajándékozni is kezdték, később pedig megjelentek vele a piacon is. A Bock sörök hagyományához híven ezt is kifejezetten a téli ünnepi időszakra szánták, innen ered az elnevezése is. Sokáig csak az ünnep körüli két hónapban árusították, később ezt az időszakot négy hónaposra terjesztették ki. Ahhoz, hogy a megnövekedett igényeket ki tudják szolgálni, a 2010-es évekre már minden évben augusztusban el kellett kezdeni gyártását. 2014-ben a gyártó a Noche Buena márkát integrálta a Bohemia márkába, arculatát megváltoztatta, a Bohemia kis méretű logóját is elhelyezték az üveg címkéjén, de a sör neve megmaradt a régi.